# Maurice du Boisrouvray
Pour les articles homonymes, voir Boisrouvray.
Le comte Maurice de Jacquelot du Boisrouvray est un aviateur et un compagnon de la Libération né à Versailles le 27 juillet 1910 et mort abattu en vol le 20 décembre 1941.

## Biographie
Après des études à l'École libre des sciences politiques, il passe son service militaire dans l'armée de l'air et est breveté observateur à l'École pratique d'aviation d'Avord.
Lieutenant, il est affecté au Bataillon de l'air 105 en 1939 puis à l'État-major des Forces aériennes. Il prend part à la bataille de la Meuse.
Il embarque le 21 juin 1940 à Saint-Jean-de-Luz pour l’Angleterre où il s’engage dans les FAFL.
Affecté au GRB 1, il assure l'appui aérien des opérations menées contre les Italiens par le colonel Leclerc dans le désert libyen.
Il se distingue durant la prise de l'oasis Koufra en mars 1941 puis fait mouvement en direction de l'Abyssinie.
Nommé en juillet 1941 à l'État-major des Forces aériennes françaises libres au Caire, il occupe, à partir du mois d'octobre, les fonctions d'officier de liaison auprès de la Royal Air Force au Caire.
Après avoir été promu au grade de capitaine à la 2e escadrille en novembre 1941, Boisrouvray devient le navigateur d'Édouard Corniglion-Molinier. Ils réalisent ensemble plusieurs missions durant lesquelles ils attaquent les colonnes de blindés allemands et les positions italiennes.
Il est abattu par les allemands le 20 décembre 1941 aux côtés du sergent-chef pilote Jean Redor et du sergent-chef mitrailleur Jean Perbostdurant une mission de bombardement d'une colonne de blindés allemands au sud de Benghazi.

## Décorations
- Chevalier de la Légion d'honneur
- Compagnon de la Libération par décret du 26 juin 1941[2]
- Croix de guerre 1939–1945 (3 citations)
- Médaille de la Résistance française par décret du 31 mars 1947[3]

## Sources
- Pierre de Longuemar, Mémorial 1939-1945: l'engagement des membres de la noblesse et de leurs alliés, 2001
- Jean de Polignac, La Maison de Polignac: étude d'une évolution sociale de la noblesse, 1975